# Бюхи, Альфред
Альфред Бюхи (11 июля 1879 — 27 октября 1959) — швейцарский инженер и изобретатель. Наиболее известен как изобретатель турбонаддува.

## Биография

### Ранние годы
Бюхи родился 11 июля 1879 года в Винтертуре , Швейцария. Детство провёл в Людвигсхафене . Он был сыном Иоганна Бюхи, генерального директора швейцарской промышленной инженерной и производственной фирмы Sulzer. Он обладал всеми возможностями продолжить работать в аналогичной сфере, и в конечном итоге добился известности благодаря своим изобретениям. В 1899 году он поступил на факультет машиностроения в Швейцарскую высшую техническую школу Цюриха, получив ученую степень в 1903 году. Он практиковал инженерию в Бельгии и Англии, а затем в 1908 году вернулся в Швейцарию (Ветцикон).

### Турбокомпрессор
В первые годы своей жизни за пределами Швейцарии Бюхи увлекался задачей повышения эффективности двигателя внутреннего сгорания, связанной с проблемой потери тепла выхлопных газов.

### Патенты Бюхи
Сегодня Альфред Бюхи считается основоположником технологии турбонаддува выхлопных газов. 16 ноября 1905 года Бюхи получил патент DRP № 204630 в Немецком ведомстве по патентам и товарным знакам. Бюхи заметил, что обычные двигатели внутреннего сгорания имеют низкий КПД, потому что две трети энергии теряется неиспользованным в виде тепла с потоком выхлопных газов. У Бюхи возникла идея использовать существующую энергию выхлопных газов (тепловую и кинетическую энергию) для привода турбины. Турбина, в свою очередь, приводит в действие компрессор, который предварительно сжимает всасываемый воздух. В 1925 году он добился увеличения производительности более чем на 40 % с помощью этого метода.

### Sulzer и Brown Boveri
С 1909 года он шесть лет работал главным инженером в компании Sulzer в Винтертуре. Бюхи исследовал дизельные двигатели, продолжая изучать инновации в области турбонаддува, сосредоточившись на применение в морской сфере. В 1911 году компания Sulzer открыла экспериментальный турбокомпрессорный завод, а в 1915 году был изготовлен первый прототип дизельного двигателя с турбонаддувом Бюхи. Намерение уменьшить влияние разреженного воздуха на больших высотах на авиационные двигатели — эта версия не поддерживала постоянное давление наддува и поэтому не была хорошо принята.
В 1915 году Бюхи начал диалог с Brown, Boveri & Cie (BBC), чтобы наладить сотрудничество. В итоге соглашение было достигнуто в 1923 году. Бюхи продолжал руководить дизельным отделом Sulzer в 1918—1919 годах.

### Применение в морской сфере
Спустя почти два десятилетия изобретение Бюхи нашло практическое применение. Впервые технология турбонаддува использовалась для больших судовых двигателей, когда Федеральное министерство транспорта и цифровой инфраструктуры Германии заказало строительство пассажирских лайнеров «Preussen» и «Hansestadt Danzig» в 1923 году. Оба корабля были оснащены двумя десятицилиндровыми дизельными двигателями, мощность которых была увеличена с 1750 до 2500 лошадиных сил с помощью турбокомпрессоров, разработанных Бюхи и построенных компанией Brown Boveri (BBC) (ныне ABB) под его руководством.

### Консорциум Бюхи
В 1925 году Бюхи впервые сумел объединить свою технологию с дизельным двигателем, увеличив эффективность более чем на 40 %. В том же году он подал заявку на швейцарский патент № 122 664 под своим собственным именем («Система турбонаддува Büchi-Duplex»). В 1926 году он покинул Sulzer и основал новую компанию, известную как Büchi Syndicate (Консорциум Бюхи). Бюхи руководил разработкой в Швейцарском локомотиво-и машиностроительном заводе в Винтертуре (SLM) и в том же году также стал его директором.

### Автомобильное применение
В двигателях гоночных автомобилей турбонаддув начали применять в 1930-х годах, а к концу десятилетия эта технология достигла и коммерческих автомобилей. В 1938 году компания Saurer в Швейцарии выпустила первый двигатель для грузовиков с турбонаддувом.

## Смерть
Бюхи умер 27 октября 1959 года и был похоронен на кладбище Розенберг, Винтертур.

## Почести
В 1938 году Бюхи был удостоен звания почетной докторской степени Швейцарской высшей технической школы Цюриха.
Летом 2012 года в городе Винтертур было открыто шоссе, которое было названо именем Альфреда Бюхи в Нойвизенквартале.